# Roman Šimíček
Roman Šimíček (ur. 4 listopada 1971 w Ostrawie) – czeski hokeista, reprezentant Czech. Trener hokejowy.

## Kariera
- HC Vítkovice (1989–1998)
- HPK (1998–2000)
- Pittsburgh Penguins (2000–2001)
- Minnesota Wild (2001)
- Houston Aeros (2001–2002)
- Minnesota Wild (2002)
- HIFK (2002–2003)
- Sparta Praga (2003–2004)
- HC Vítkovice (2004–2009)
- HC Dukla Trenczyn (2009–2010)
- GKS Tychy (2010–2013)

Wychowanek i wieloletni kapitan klubu HC Vítkovice. Od 2010 roku zawodnik GKS Tychy. Od grudnia 2012 roku także grający asystent trenera w tej drużynie. Po sezonie 2012/2013 zakończył karierę zawodniczą.
Uczestniczył w turniejach mistrzostw świata w 1997, 1999.
Od końca marca asystent trenera w macierzystym klubie HC Vítkovice. Od 2014 do początku października 2015 był trenerem w klubie HC Koszyce. Pod koniec grudnia 2016 został trenerem Orli Znojmo. Pozostawał nim do końca stycznia 2018. Wkrótce potem ponownie został asystentem w zespole z Koszyc.

## Sukcesy
Reprezentacyjne
- Brązowy medal mistrzostw świata: 1997
- Złoty medal mistrzostw świata: 1999

Klubowe
- Srebrny medal mistrzostw Czech: 1997 z HC Vítkovice
- Brązowy medal mistrzostw Czech: 1998 z HC Vítkovice
- Brązowy medal Mistrzostw Finlandii: 1999, 2000 z HPK
- Wicemistrzostwo mistrzostw Polski: 2011 z GKS Tychy
- Brązowy medal mistrzostw Polski: 2013 z GKS Tychy

Indywidualne
- Sezon ekstraligi czechosłowackiej 1991/1992:
  - Pierwsze miejsce w klasyfikacji asystentów: 39 asyst[9]